# Дрейпер, Хайдн
Хайдн Пол Дрейпер (англ. Haydn Paul Draper; 21 января 1889, Пенарт ― 1 ноября 1934, Лондон) ― британский кларнетист, племянник Чарльза Дрейпера.
Обучался игре на кларнете у своего отца, и ко времени поступления в Королевский музыкальный колледж уже хорошо владел инструментом. В колледже его преподавателями были его дядя и Джулиан Эджертон. В дальнейшем Дрейпер был солистом-кларнетистом оркестра Куинс-лл и Военного оркестра Би-Би-Си. Играл также в Лондонском духовом квинтете и сделал ряд записей как солист. С 1923 Дрейпер преподавал в Королевской академии музыки, где среди его учеников был Реджинальд Келл.

## Источник
- Pamela Weston. More Clarinet Virtuosi of the Past. — London, 1977